# Idiophora termitoxena
Idiophora termitoxena är en tvåvingeart som först beskrevs av Charles Hamilton Seevers 1941.  Idiophora termitoxena ingår i släktet Idiophora och familjen puckelflugor.
Artens utbredningsområde är Colombia. Inga underarter finns listade i Catalogue of Life.